# Michal Martikán
Michal Martikán (Liptószentmiklós, 1978. május 18. –) szlovák kenus, a szlalom kenu egyes olimpiai és világbajnoka.

## Sportpályafutása
Michal Martikán az 1995-ös világbajnokság óta tartozik a sportág elitjéhez, amikor 17 évesen bronzérmet nyert. Az első világbajnoki címét 1997-ben Três Coroasban nyerte, mindjárt kettőt, egyéniben és csapatban is győzni tudott.
Atlantában az olimpián 1996-ban élete első olimpiai bajnoki címét nyerte. Ez volt Szlovákia első aranyérme az olimpián a Csehországtól való különválása óta. Azóta már ő az olimpiák történetének legsikeresebb szlalomkenusa.
A 2008-as olimpián újból bajnoki címet szerzett a szlalom kenusok egyes versenyében.